# Per Mertesacker
Per Mertesacker (* 29. September 1984 in Hannover) ist ein ehemaliger deutscher Fußballspieler. Der Abwehrspieler spielte in der Fußball-Bundesliga für Hannover 96 und Werder Bremen und in der englischen Premier League für den FC Arsenal. Von 2004 bis 2014 bestritt er 104 Spiele für die Nationalmannschaft und ist damit der deutsche Abwehrspieler mit den drittmeisten Länderspieleinsätzen, nach Philipp Lahm und Jürgen Kohler. Mertesacker wurde 2014 in Brasilien Weltmeister. Nach seinem Karriereende 2018 übernahm er die Leitung der Arsenal Academy, der Fußballakademie des FC Arsenal.

## Leben und Persönliches
Mertesacker wuchs in Pattensen in der Region Hannover auf und besuchte bis zur zehnten Klasse die dortige Ernst-Reuter-Schule. Das Abitur absolvierte er an der Carl-Friedrich-Gauß-Schule in Hemmingen.
Seit Sommer 2008 ist Per Mertesacker mit der Handballerin Ulrike Stange liiert. Am 24. April 2011 kam ein gemeinsamer Sohn zur Welt. Im Juni 2013 heiratete das Paar im Schloss Marienburg in Mertesackers Heimatstadt Pattensen (Region Hannover). Am 20. Mai 2014 wurde er Vater eines weiteren Sohnes.
Am 27. März 2015 erhielt Mertesacker die Ehrenbürgerwürde der Stadt Pattensen.
Im Mai 2018 erschien seine mit Raphael Honigstein verfasste Autobiografie „Weltmeister ohne Talent: Mein Leben, meine Karriere“.
Zusammen mit seinem ehemaligen Mitspieler beim SV Werder Bremen, Clemens Fritz, betreibt Mertesacker eine Immobilienfirma.
Mertesacker lebt in Hannover und London.

## Karriere

### Verein

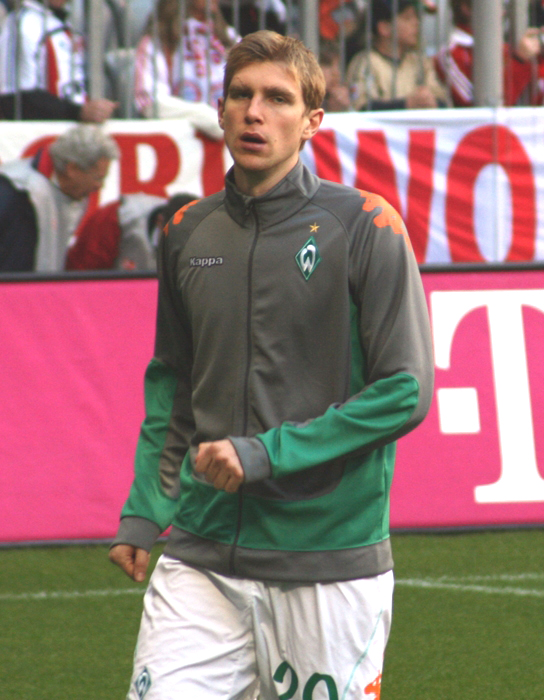
Per Mertesacker beim Spiel Werder Bremen gegen Bayern München (2007)

Per Mertesacker während eines Torjubels mit Lukas Podolski (Mitte) und Carl Jenkinson (rechts) (2012)

Per Mertesacker begann seine Karriere als Fußballspieler beim TSV Pattensen. Im Alter von vier Jahren stand er zum ersten Mal auf dessen Fußballplatz. Sein Vater war damals Trainer des Dorfvereins. Er wechselte 1995 im Alter von elf Jahren zu Hannover 96. Dort spielte er einige Jahre unter anderem unter seinem Vater Stefan Mertesacker. Da er nicht als herausragendes Talent galt, hatte er schon daran gedacht, die Fußballkarriere zu beenden. Unter Jugendtrainer Jürgen Stoffregen schaffte er es trotzdem, am Training der Profis teilzunehmen und wurde im November 2003 im Alter von 19 Jahren und einem Monat vom damaligen Trainer Ralf Rangnick im Spiel gegen den 1. FC Köln erstmals in der Bundesliga eingesetzt. Allerdings spielte er nicht auf seiner Stammposition in der Innenverteidigung, sondern als rechter Verteidiger und wurde in der Halbzeitpause ausgewechselt.
Mertesacker erhielt einen Profivertrag, musste jedoch vier Monate auf seinen nächsten Bundesligaeinsatz warten. Unter Trainer Ewald Lienen entwickelte er sich zum Stammspieler und Abwehrchef in der Innenverteidigung von Hannover 96. In der Saison 2004/05 gehörte er zu den Leistungsträgern der Mannschaft. Seine Profikollegen in der Bundesliga wählten ihn nach der Hinrunde 2004/05 zum „größten Talent“.
Am 8. August 2006 wechselte Mertesacker für eine Ablösesumme von 4,7 Millionen Euro zu Werder Bremen, wo er einen Vertrag bis 2010 unterschrieb, der später bis zum Jahr 2012 verlängert wurde. Zum Rückrundenauftakt der Saison 2006/07 traf er mit seinem zweiten Ligatreffer für Werder Bremen gegen seinen ehemaligen Verein Hannover 96. In Bremen wurde er, wie zuvor in Hannover, schnell zum Publikumsliebling, Stammspieler und später, nach den Abgängen von Frank Baumann bzw. Torsten Frings, auch zum Mannschaftskapitän. Von den hannoverschen und Bremer Fans erhielt er auch den Spitznamen „Merte“. Mit dem SV Werder gewann er 2009 den DFB-Pokal und zog im selben Jahr ins Finale des UEFA-Pokals ein, in dem man sich nach Verlängerung Schachtar Donezk geschlagen geben musste.
Nach einer schwächeren Saison 2010/11 wechselte Mertesacker am 31. August 2011 – kurz vor Ende der Transferperiode und nach 221 Partien in der deutschen Eliteklasse – zum FC Arsenal in die Premier League. Bei Arsenal übernahm er die Rückennummer 4 von Cesc Fàbregas, der zum FC Barcelona gewechselt war. Sein Debüt in der Premier League absolvierte Mertesacker am 10. September 2011 (4. Spieltag) beim 1:0-Sieg im Heimspiel gegen Swansea City; sein erstes Tor für Arsenal erzielte er am 17. November 2012 (12. Spieltag) beim 5:2-Sieg im Heimspiel gegen Tottenham Hotspur mit dem Treffer zum 1:1 in der 23. Minute. Am 4. März 2014 verlängerte er seine bis 2015 laufende Vertragslaufzeit. Am 30. Mai 2015 gewann er mit Arsenal zum zweiten Mal in Folge den FA Cup und erzielte beim 4:0 im Finale gegen Aston Villa das 3:0. Zur Saison 2016/17 wurde Mertesacker zum Mannschaftskapitän ernannt, fiel jedoch wegen einer Knieverletzung die gesamte Hinrunde aus. Trotzdem wurde sein Vertrag im Januar 2017 um eine weitere Saison verlängert.
Am 7. Juli 2017 gab der FC Arsenal Mertesackers Abschied zum Saisonende 2017/18 bekannt. In seiner Heimatstadt Hannover fand am 13. Oktober 2018 in der HDI-Arena ein Abschiedsspiel unter dem Motto „Mertes Homecoming – Hier fing es an – Hier hört es auf“ zwischen Mertes 96-Freunden und Pers Weltauswahl mit vielen Weggefährten statt. Die Weltauswahl gewann mit 10:9, der Erlös aus diesem Spiel kam der Per-Mertesacker-Stiftung zugute.
Die Beendigung seiner Profi-Karriere erfolgte auch auf Rat seiner Ärzte. Sein rechtes Knie gilt aufgrund eines Knorpelschadens als stark geschädigt.
In England wurde er als „big fucking German“ bezeichnet.

### Nationalmannschaft

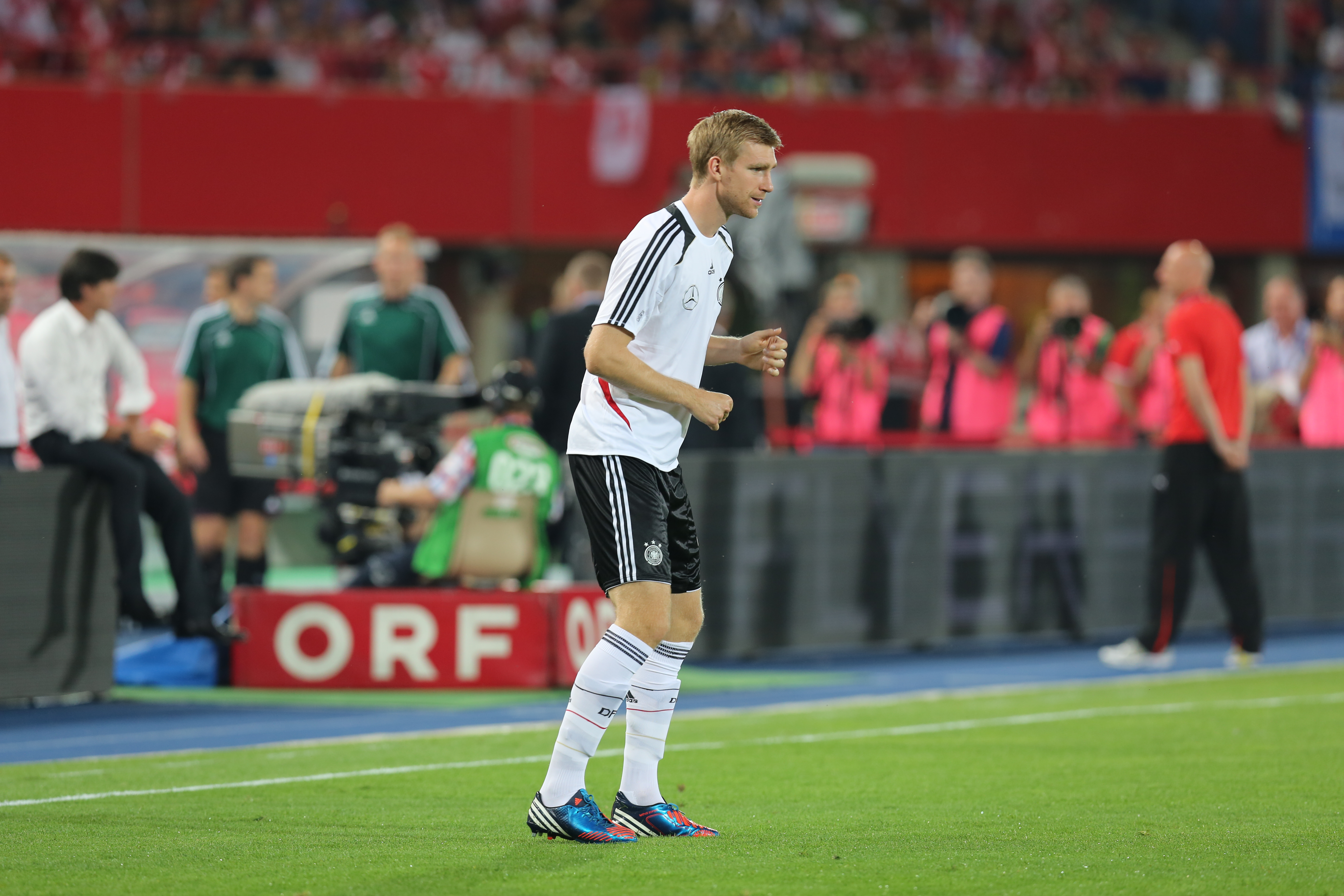
Per Mertesacker am 11. September 2012 beim 2:1-Sieg im WM-Qualifikationsspiel gegen Österreich in Wien.

Per Mertesacker ist mit seinen 199,5 cm der bislang körperlich größte Nationalspieler der DFB-Geschichte. Bereits kurz nach dem Sprung aus der A-Jugend in die Profimannschaft von Hannover 96 folgte der nächste Karriereschritt: Nach etwa 20 Bundesliga-Einsätzen als Stammspieler berief der damalige Bundestrainer Jürgen Klinsmann Per Mertesacker erstmals in die A-Nationalelf. Sein erstes Länderspiel bestritt er am 9. Oktober 2004 in Teheran gegen den Iran.
Aufgrund seiner konstanten Leistungen und konsequenten, aber fairen Spielweise beim Konföderationen-Pokal 2005 in Deutschland, bei dem ihm im Spiel gegen Australien auch sein erstes Länderspieltor gelang, etablierte er sich in der Nationalelf als feste Größe und zählte zu den wenigen Spielern, die bereits im Vorfeld der Weltmeisterschaft 2006 mit einem Stammplatz rechnen konnten.
Sein WM-Debüt feierte Per Mertesacker am 9. Juni 2006 in München im Eröffnungsspiel gegen Costa Rica. Er spielte neben Jens Lehmann und Philipp Lahm als einziger Stammspieler alle deutschen WM-Spiele bis zum Halbfinale über die volle Spielzeit. Sein Partner in der Innenverteidigung war Christoph Metzelder. Er gehörte zu den WM-Spielern mit den besten Zweikampfwerten und kam ohne Gelbe Karte aus. Im Spiel um Platz 3 konnte er aufgrund einer Schleimbeutelentzündung nicht auflaufen und wurde von Jens Nowotny vertreten.
Für die Europameisterschaft 2008 wurde er vom neuen Bundestrainer Joachim Löw in die deutsche Auswahl berufen. Auch bei diesem Turnier spielte er an der Seite von Metzelder und stand in allen Begegnungen der deutschen Elf über volle 90 Minuten auf dem Platz.
Am 6. Mai 2010 wurde er von Joachim Löw in den Kader für die Weltmeisterschaft 2010 berufen und bestritt in diesem Turnier wieder sämtliche Partien des deutschen Teams über 90 Minuten. Sein Partner in der Innenverteidigung war Arne Friedrich.
Für die Europameisterschaft 2012 wurde er von Löw erneut ins deutsche Aufgebot berufen. Allerdings bestand die Innenverteidigung der Stammformation aus Mats Hummels und Holger Badstuber, sodass Mertesacker erstmals bei einem großen Turnier nur noch Ersatzspieler war und ohne Einsatz blieb, nachdem er in den vorangehenden sieben Jahren beinahe durchweg in der Startelf gestanden hatte.
Am 29. Mai 2013 führte er in Abwesenheit von Philipp Lahm die Nationalmannschaft beim Freundschaftsspiel gegen Ecuador erstmals als Spielführer aufs Feld, nachdem er zuvor schon viermal die Kapitänsbinde nach Auswechslung des eigentlichen Kapitäns übernommen hatte.
Am 10. September 2013 schoss Mertesacker in der 23. Minute sein drittes Tor für die Nationalmannschaft im WM-Qualifikationsspiel gegen die Färöer-Inseln. Am 19. November 2013 führte er in seinem 95. Länderspiel, womit er mit Sepp Maier und Karl-Heinz Rummenigge gleichzog, beim Spiel gegen England im Wembley-Stadion die Nationalmannschaft zum zweiten Mal als Spielführer aufs Feld und erzielte dabei mit seinem ersten Kopfball-Tor für die Nationalmannschaft den 1:0-Siegtreffer.
2014 krönte Mertesacker seine Nationalmannschaftskarriere mit dem Gewinn der Weltmeisterschaft. Aufgrund einer Systemumstellung von Bundestrainer Löw in Form einer Abwehrkette aus vier Innenverteidigern bestritt Mertesacker zunächst alle Vorrundenspiele sowie das Achtelfinale über die volle Spieldauer. Dabei absolvierte er am 21. Juni 2014 im Gruppenspiel gegen Ghana sein 100. Länderspiel. Im Viertelfinale gegen Frankreich kehrte Löw jedoch zum alten Spielsystem zurück und gab Mats Hummels sowie Jérôme Boateng den Vorzug in der Innenverteidigung, sodass Mertesacker nicht zum Einsatz kam. Beim historischen 7:1-Sieg im Halbfinale gegen Gastgeber Brasilien wurde Mertesacker zur Halbzeit (Spielstand 5:0) für Hummels eingewechselt. Im Finale gegen Argentinien stand er erneut nicht in der Startaufstellung. Erst in der letzten Spielminute der Verlängerung wurde er beim Stand von 1:0 für Mesut Özil eingewechselt und kam so zu seinem 104. Länderspieleinsatz.
Am 15. August 2014 trat er aus der Nationalmannschaft zurück. Gemeinsam mit den ebenfalls nach der Weltmeisterschaft aus der Nationalelf zurückgetretenen Spielern Philipp Lahm und Miroslav Klose wurde Mertesacker am 3. September 2014 im Rahmen des Freundschaftsspiels gegen Argentinien in Düsseldorf offiziell aus der Nationalmannschaft verabschiedet. Dabei stand er nicht mehr im Kader.

### Nach der aktiven Laufbahn
Anfang Oktober 2018 übernahm Mertesacker bei seinem letzten Verein die Leitung der Fußballakademie Arsenal Academy. Ende November 2019 wurde er übergangsweise Co-Trainer des Interimstrainers Freddie Ljungberg bei der Profimannschaft und bestritt mit diesem an der Seitenlinie fünf Premier-League-Spiele und eine Europa-League-Partie. Nachdem Mikel Arteta die Mannschaft Ende Dezember 2019 übernommen hatte, verließ Mertesacker den Trainerstab wieder.
Darüber hinaus berief ihn DFB-Manager Oliver Bierhoff im Oktober 2018 in den neu gegründeten „Expertenbeirat“, dem bislang noch Berti Vogts und der ehemalige Vorstandsvorsitzende der Adidas AG, Herbert Hainer, angehörten.
Von 2018 bis 2020 war er als Experte für das Streaming-Portal DAZN tätig.
Am 3. September 2020 debütierte er als Experte im ZDF für Länderspiele der Nationalmannschaft. Er folgte auf Oliver Kahn, der in die Führungsetage des FC Bayern München gewechselt war.

## Spielweise
Mertesacker war für seine faire Spielweise bekannt, er kam mit sehr wenigen Fouls aus. Dies verdankte er vor allem seinem guten Stellungsspiel. Er zeigte ein ausgeprägtes Gefühl für den Raum. Mit seiner Spielintelligenz erahnte Mertesacker früh, wohin ein Ball gespielt wurde, und konnte so oft gegnerische Pässe in die Tiefe ablaufen, ohne in schwierige Eins-gegen-eins-Situationen zu geraten. Zu seinen Stärken gehörte auch die Spieleröffnung. Nach Balleroberungen schlug Mertesacker den Ball nicht unkontrolliert nach vorn, sondern war die erste Station eines schnellen Spielaufbaus durchs Mittelfeld. Zu seinen Schwächen zählte die fehlende Schnelligkeit. Wiederholt traf den 1,99-m-Mann der Vorwurf der Langsamkeit und Behäbigkeit.
Mertesacker galt als zweikampfstarker, aber mit nur neun Gelben und zwei Roten Karten in 221 Bundesligaspielen relativ fairer Abwehrspieler und war eine wichtige Identifikationsfigur für die Fans. Bei Arsenal bekam er in seinen 155 Ligaspielen bis einschließlich 2017 elf Gelbe und zwei Rote Karten.

## Titel

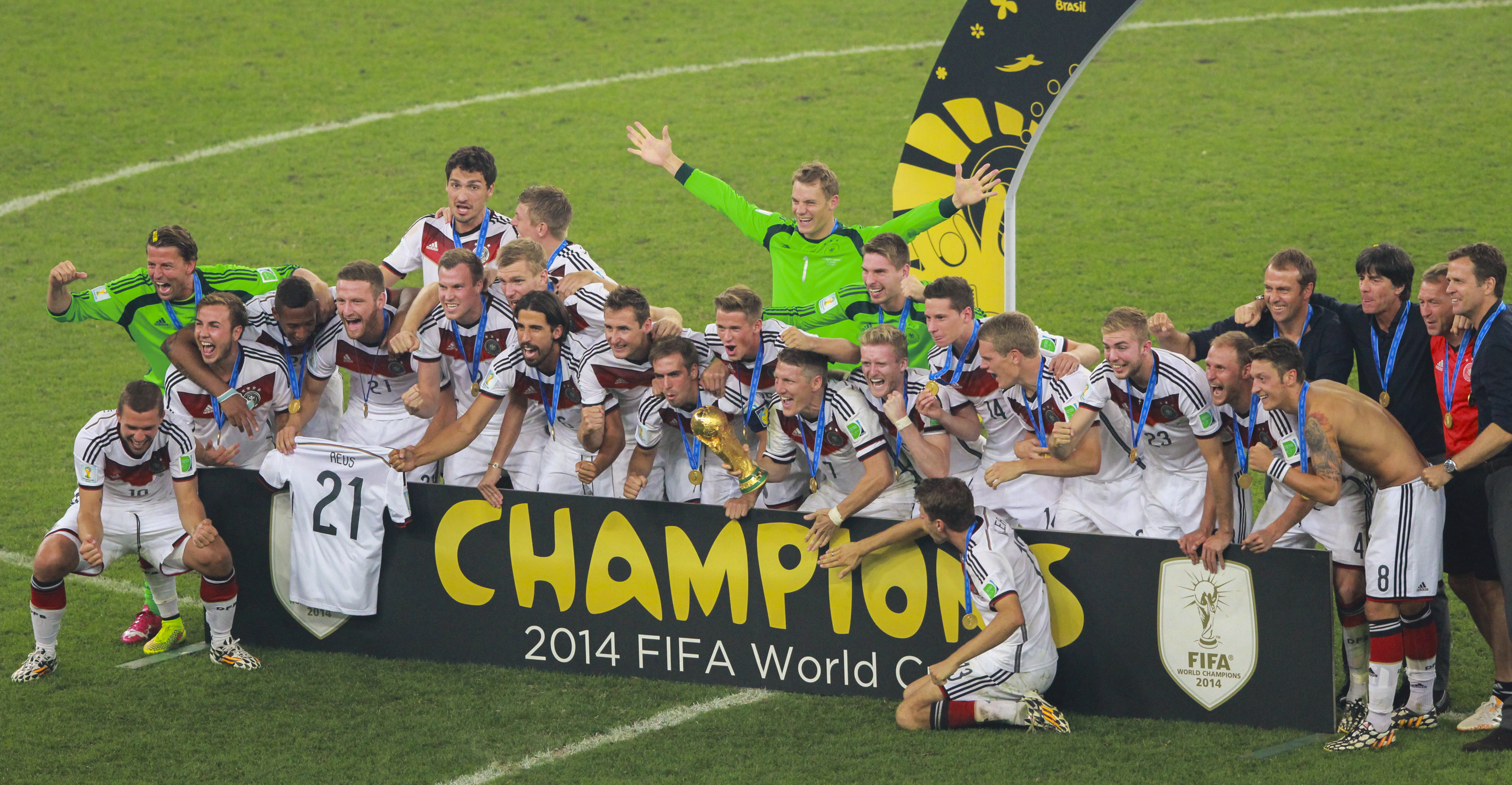
Foto der deutschen Nationalmannschaft nach dem Gewinn der Weltmeisterschaft 2014

### Nationalmannschaft
- Weltmeister: 2014

### Vereine
Werder Bremen
- Deutscher Pokalsieger: 2009
- Deutscher Ligapokalsieger: 2006

FC Arsenal
- Englischer Pokalsieger: 2014, 2015, 2017
- Englischer Supercupsieger: 2014, 2015, 2017

### Individuelle Ehrungen
- Niedersachsens Fußballer des Jahres: 2005
- Silbernes Lorbeerblatt: 2006, 2010 und 2014
- Niedersächsische Sportmedaille[28] in der Kategorie "Sonderauszeichnung des Ministerpräsidenten": 2019

## Sonstiges
Im November 2006 rief Mertesacker die „Per-Mertesacker-Stiftung“ ins Leben. Diese fördert die Integration sowie die sportliche Ausbildung sozial benachteiligter Jugendlicher und unterstützt auch unverschuldet in Not geratene Menschen. Im Stiftungsrat sind andere Prominente wie der Comedian Oliver Pocher vertreten. Um Geld zu sammeln, werden Fußballtrikots und andere Dinge im Internet versteigert. Zudem werden T-Shirts mit dem Konterfei Mertesackers von dem Label SpielRaum angeboten, dessen Erlös der Stiftung zugutekommt. Außerdem veranstaltet die Per-Mertesacker-Stiftung regelmäßig ein Benefiz-Fußballspiel von Prominenten. Das erste fand am 9. Juni 2007 zwischen „Mertesacker & Friends“ und den „Pocher Comedian Allstars“ im Rudolf-Kalweit-Stadion von Hannover statt, weitere 2008 und 2009 (hier gegen eine Auswahlmannschaft von Philipp Lahm) sowie „Best of Mertesacker & Pocher“ vs. „Friends of Robert Enke“ (2011).
Per Mertesacker engagierte sich für das Sozialprojekt Wir helfen Afrika zur Fußball-Weltmeisterschaft 2010 in Südafrika, bei dem er als Stadtpate für Tettnang fungierte.
Mertesacker war einer von vier Vertretern der Bundesliga bzw. 1. Ligen im Spielerrat der Vereinigung der Vertragsfußballspieler.
Kurz nach dem Achtelfinalspiel des deutschen Teams bei der Weltmeisterschaft 2014 reagierte Mertesacker auf die von Reporter Boris Büchler geäußerte Kritik an der Mannschaftsleistung ungehalten. Dies führte zu einem starken Echo in Presse und sozialen Netzwerken, das Interview wurde teilweise auch parodiert.
Im März 2018 sprach Mertesacker öffentlich von den physischen und psychischen Belastungsreaktionen, die sich bei ihm vor jedem Spieltag einstellten. Andere Profisportler folgten seinem Beispiel und berichteten danach ebenfalls von ihren Stresssymptomen.

## Publikationen
- mit Raphael Honigstein: Weltmeister ohne Talent: Mein Leben, meine Karriere. Ullstein extra, Berlin 2018, ISBN 978-3-86493-057-7.